# Tvrtko I di Bosnia
Stefano Tvrtko I Kotromanić (in serbo-croato Stjepan/Stefan Tvrtko / Стјепан/Стефан Твртко; nei documenti in latino Tuartchus, Tuartcus o Tuarchus, da cui le forme italiane Tuartco, Tuarcho o Tuarco; 23 agosto 1338 – Bobovac, 10 marzo 1391) fu bano di Bosnia dal 1353 e poi, dal 1377, primo re di Bosnia.
Membro della dinastia dei Kotromanić, successe allo zio Stefano II nel 1353, ma essendo ritenuto troppo giovane, il padre di Tvrtko, Ladislao, governò brevemente come reggente, seguito dalla madre del ragazzo, Elena Šubić. Una volta assunto in maniera effettiva al potere, Tvrtko entrò in contrasto con il clero cattolico attivo nella sua terra, ma in seguito riappacificò i rapporti e strinse delle salde relazioni con tutte le comunità religiose del suo regno. Dopo le difficoltà iniziali, dovute alla perdita di gran parte della Bosnia a favore del suo signore supremo, il re Luigi I d'Ungheria, e la breve deposizione di vari aristocratici influenti, la capacità di manovra di Tvrtko crebbe considerevolmente. Si impossessò di alcune aree del vicino impero serbo nel 1373, dopo la morte del suo ultimo sovrano e suo lontano parente, Uroš il Debole. Nel 1377, si fece incoronare re di Bosnia e di Serbia, che si professava erede dell'estinta dinastia serba dei Nemanjić.
Mentre il regno di Bosnia continuava ad espandersi, l'attenzione di Tvrtko si concentrò sulla costa del mar Adriatico. Ottenne il controllo dell'intera regione della  Bosansko Primorje (letteralmente la costa bosniaca) e delle principali città marittime della zona, fondando nuovi insediamenti e avviando i lavori di costruzione di una grande flotta, malgrado non riuscì mai a sottomettere i signori dei territori serbi indipendenti. La morte di re Luigi e l'ascesa al trono della regina Maria nel 1382 permisero a Tvrtko di trarre vantaggio dalla conseguente crisi di successione in Ungheria e Croazia. Dopo aspri combattimenti, dal 1385 al 1390, Tvrtko riuscì a conquistare il grosso della Dalmazia e della Croazia Centrale. Dopo la battaglia della Piana dei Merli del 1389, la sua fioca pretesa di supremazia sulla Serbia si trasformò in un'utopia, poiché i governanti locali che cercò di sottomettere divennero vassalli dell'impero ottomano, in fase di grande espansione. Fu proprio in tale contesto che quest'ultimo scatenò delle incursioni su scala minore in Bosnia, benché Tvrtko si dimostrò in grado di arginare la minaccia. La morte improvvisa di Tvrtko nel 1391 gli impedì di consolidare la supremazia dei Kotromanić sulle terre croate.
Tvrtko è ampiamente considerato uno dei più celebri sovrani medievali della Bosnia, avendo ampliato i confini del Paese al massimo, lasciato un'economia florida e migliorato le condizioni di vita dei suoi sudditi. Gli sopravvisse almeno un figlio, Tvrtko II, ma gli successe Dabiša, sotto il quale il regno fiorente di Tvrtko cominciò a decadere.

## Biografia

### Gioventù

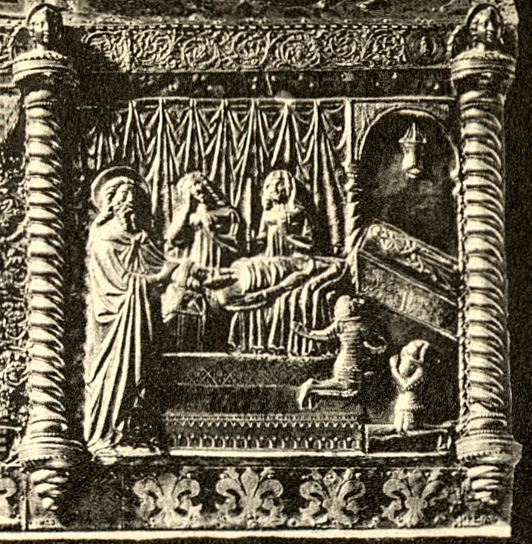
Tvrtko con la madre, il fratello e la cugina Elisabetta al letto di morte dello zio Stefano, come raffigurato sull'arca di San Simeone, risalente al 1380

Tvrtko era il primogenito di Ladislao Kotromanić ed Elena Šubić e nacque probabilmente entro un anno dal loro matrimonio, celebrato nel 1337. Suo padre era il fratello del bano bosniaco, Stefano II, e sua madre la figlia del signore croato Giorgio II Šubić. Sebbene Ladislao fosse ancora in vita, il titolo di Stefano passò direttamente in capo a Tvrtko; il motivo dell'esclusione di Ladislao dalla successione dei Kotromanić non è però chiaro. Tvrtko, tuttavia, aveva solo circa quindici anni all'epoca, così suo padre governò in veste di reggente. Subito dopo la sua ascesa, Tvrtko viaggiò con suo padre in vari angoli del regno per definire i rapporti con i suoi vassalli. Elena prese il posto di Ladislao come reggente nel momento della sua morte, avvenuta nel 1354. La donna si recò immediatamente in Ungheria per ottenere il placet all'ascesa di Tvrtko da parte di Luigi I, suo signore supremo. Dopo aver ottenuto il consenso ed essere ritornata a sud, Elena indì un'assemblea (stanak) a Mile, durante la quale assieme al figlio confermarono i possedimenti e i privilegi dei nobili di «tutta la Bosnia, il Donji Kraji, la Zagorje e la Zaclumia».
La morte dello zio materno di Tvrtko, Mladen III Šubić, nel 1348 portò al declino della nobile famiglia dei Šubić e a un lungo conflitto per il predominio sulle loro terre. Nel maggio del 1355, Elena e Tvrtko marciarono con un esercito verso Delminio per reclamare la porzione spettante a Tvrtko del patrimonio di suo fratello. Fu lì raggiunto un accordo con il vice-bano della Dalmazia ai sensi del quale Tvrtko avrebbe dovuto ereditare tutte le città possedute dal nonno materno e una città che apparteneva alla zia Catarina. Tuttavia, non è noto se ne assunse poi effettivamente il possesso. Lo Stato plasmato dallo zio di Tvrtko, Stefano, si sgretolò appena si affermò Tvrtko, circostanza che suscitò ampia soddisfazione in re Luigi, che preferiva una realtà maggiormente debole e frammentata. Una simile politica evinceva dai continui incentivi degli ungheresi rivolti ai vassalli di Stefano di agire indipendentemente da Tvrtko, con il risultato che il giovane bosniaco sarebbe rimasto costretto a rivolgersi a Luigi per ricondurre all'obbedienza gli aristocratici. Il sovrano magiaro desiderava inoltre impossessarsi direttamente della Bosnia, ampliando le terre della corona, e nel corso del suo intero regno rivendicò ardentemente tutte le terre un tempo appartenute all'Ungheria. Approfittando della fragilità imperante all'inizio del regno di Tvrtko, Luigi si mosse per rivendicare la maggior parte del Donji Kraji e della Zaclumia occidentale fino al fiume Narenta, inclusa la prospera città doganale di Drijeva. Nel 1357, riuscì a costringere Tvrtko a recarsi in Ungheria e a cedere questi territori a titolo di dote della figlia di Stefano, Elisabetta, sposatasi con Luigi già nel 1353. A luglio, re Luigi confermò Tvrtko e suo fratello minore Vuk come governanti della Bosnia e dell'Usora. Il Donji Kraji e la Zaclumia furono volutamente omessi dal loro titolo, con l'Usora che venne probabilmente concessa a titolo di indennizzo. Tra le condizioni imposte ai bosniaci, rientrava la necessità per uno dei due fratelli Kotromanić di essere presente alla corte di Luigi ogni volta che l'altro si trovasse in Bosnia e, infine, la promessa di impegnarsi a sopprimere l'"eretica" Chiesa bosniaca.

### Asperità iniziali
Si sa poco degli eventi che interessarono la Bosnia tra il 1357, quando Tvrtko iniziò a governare in autonomia, e il 1363. Si pensa che si preoccupò essenzialmente della politica religiosa in quel periodo, poiché il papato di Avignone effettuò forti ingerenze sulla Chiesa bosniaca dell'epoca. Ciò esponeva Tvrtko a grossi pericoli, perché sebbene fosse rimasto cattolico per tutta la vita, Luigi d'Ungheria poteva addurre la proliferazione eccessiva della Chiesa avignonese in Bosnia come pretesto per invaderla. La morte del vescovo Peregrino di Sassonia, sostenitore sia di Stefano II sia di Tvrtko e riconosciuto da quest'ultimo come suo "padre spirituale", portò alla nomina di Pietro Siklósi al soglio episcopale. Il neo-eletto chierico promosse attivamente l'idea di lanciare bandiera una nuova campagna religiosa in Bosnia dopo la crociata del 1235-1241, attirandosi l'ostilità di Tvrtko. Questi tentò persino di complottare contro Pietro, ma fallì quando furono scoperte le lettere da lui indirizzate a un lettore che viveva nella residenza di Pietro, a Đakovo. La Chiesa bosniaca, nel frattempo, sopravvisse durante il regno di Tvrtko, ma esercitò una maggiore ingerenza nella politica statale solo dopo la sua morte. Una fonte ostile a Tvrko ascrive a lui la proliferazione di altre confessioni a causa della sua eccessiva tolleranza, inclusa la Chiesa ortodossa in Zaclumia.

Il primo sigillo di Luigi I d'Ungheria, andato perduto (e dichiarato ufficialmente "rubato") durante la sua campagna contro la Bosnia

Appena subentrato al comando, il giovane bano aumentò notevolmente il suo potere in qualche modo. Sebbene avesse sempre accettato di sottomettersi e di giurare lealtà al re, Tvrtko si convinse che la fedeltà dei nobili del Donji Kraji prestata a Luigi corrispondente a un tradimento verso lui stesso. Nel 1363, le frizioni sfociarono in una guerra aperta tra il bano di Bosnia e il sovrano magiaro. Il vero casus belli non è chiaro, malgrado Luigi avesse dichiarato come pretesto la sua intenzione di eliminare gli eretici bosniaci. Ad aprile, il re aveva iniziato a radunare un esercito, mentre a maggio i funzionari della repubblica di Ragusa ordinarono ai mercanti locali di lasciare la Bosnia per via di uno scontro imminente. Un esercito guidato da Luigi in persona attaccò il Donji Kraji, dove la nobiltà era divisa tra i sostenitori di Tvrtko e quelli di Luigi. Un mese dopo, delle armate guidate dal palatino d'Ungheria, Nicola Kont, e dall'arcivescovo di Strigonio, Nicola Apáti, colpì l'Usora. L'aristocratico Vlatko Vukoslavić disertò a favore di Luigi e gli cedette il possesso dell'importante fortezza di Ključ, mentre lo knez Vukac Hrvatinić riuscì a difendere il castello di Soko Grad nella župa di Pliva, costringendo gli ungheresi a ritirarsi. Nell'Usora, la fortezza di Srebrenik resistette a un «attacco massiccio» dell'esercito reale, che subì l'oltraggio di perdere il sigillo del re. La difesa vittoriosa di Srebrenik segnò la prima vittoria riportata da Tvrtko contro l'Ungheria.

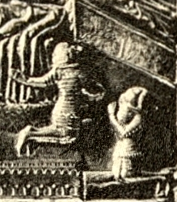
Tvrtko e suo fratello Vuk sul petto di San Simeone (particolare della scena raffigurante la morte di Stefano II)

L'unità degli aristocratici bosniaci si dissolse non appena gli ungheresi furono sconfitti, indebolendo la posizione di Tvrtko e quella di una Bosnia compatta. Nel 1364, Tvrtko, sua madre e suo fratello ottennero la cittadinanza della Repubblica di Venezia, un onore che garantiva loro asilo a Venezia in caso di necessità, ma obbligava anche Tvrtko a proteggere i mercanti veneziani. Varie carte emesse dai precedenti bani di Bosnia, confermate poi da Tvrtko al momento della sua ascesa, promettevano la medesima protezione ai mercanti ragusani. Verso la fine del 1365, tuttavia, entrambe le repubbliche si lamentarono con Tvrtko del trattamento riservato ai loro mercanti dai suoi vassalli. Evidentemente, il bano aveva perso il controllo sui suoi feudatari. L'anarchia aumentò nel corso dei mesi e, nel febbraio dell'anno seguente, i magnati si ribellarono a Tvrtko e lo detronizzarono. Si sa poco sulle circostanze che portarono alla destituzione di Tvrtko. Accusando i magnati di tradimento «principalmente contro Dio» e se stesso, Tvrtko fuggì dalla Bosnia con sua madre. Lo rimpiazzò il fratello minore, che fino a quel momento ricopriva la carica di «bano minore». Se Vuk avesse giocato un qualche ruolo nella ribellione è incerto.
Tvrtko non si perse però d'animo e agì in maniera risoluta ed efficiente. Lui e sua madre Elena si rifugiarono alla corte reale ungherese, dove furono accolti dal vecchio nemico e signore supremo di Tvrtko, re Luigi. Apparentemente insoddisfatto della piega che avevano preso gli eventi in Bosnia, Luigi fornì a Tvrtko un aiuto (probabilmente militare) per tornare a reclamare la Bosnia. Tvrtko tornò in Bosnia a marzo e ristabilì il controllo su una parte del paese entro la fine del mese, compreso il Donji Kraji, Rama (dove allora risiedeva), la Zaclumia e l'Usora. Per assicurarsi la lealtà dei nobili che aveva sottomesso e per dissuadere coloro che ancora sostenevano Vuk dal continuare a farlo, Tvrtko elargì una serie di concessioni; ad agosto investì Vukac Hrvatinić della carica di zupano di Pliva come riconoscimento per quanto compiuto durante la guerra del 1363 con l'Ungheria. Dopo un iniziale rapido successo, la campagna di Tvrtko affrontò una fase di rallentamento. In quel contesto, Sanko Miltenović, sovrano della Zaclumia orientale, decise di fornire il proprio appoggio a Vuk alla fine del 1366. Durante l'anno seguente, Tvrtko costrinse Vuk a dirigersi verso sud, spingendolo infine a fuggire a Ragusa. Sanko, rimasto l'ultimo sostenitore di Vuk, si sottomise a Tvrtko alla fine dell'estate e gli fu permesso di mantenere i suoi possedimenti. I funzionari ragusani si prodigarono affinché fosse possibile stipulare una pace tra i fratelli in lotta e, nel 1368, Vuk chiese a papa Urbano V di intercedere presso re Luigi I in suo favore. Questi sforzi si rivelarono vani; solo nel 1374 Tvrtko si riconciliò con Vuk, sia pur riservando condizioni molto generose.

### Conquiste in Serbia e matrimonio
La morte di Dušan il Potente e l'ascesa al trono di suo figlio Uroš il Debole nel dicembre del 1355 furono presto seguite dalla disgregazione dell'impero serbo, un tempo potente e minaccioso. Esso si disintegrò in signorie autonome che non riuscirono a resistere alla Bosnia da sole e ciò aprì la strada a Tvrtko per espandersi verso est, ma dei dissidi interni gli impedirono di cogliere immediatamente l'opportunità. Una delle signorie presenti sul confine orientale della Bosnia era quella di Vojislav Vojinović. Quando quest'ultimo attaccò Ragusa nel 1361, la repubblica chiese aiuto a Tvrtko, ma invano. La vedova di Vojislav, Gojislava, che governava per conto dei loro figli minorenni, fornì a Tvrtko il passaggio attraverso le terre della famiglia durante la sua lotta con Vuk, e Tvrtko preservò rapporti cordiali con la famiglia. Tuttavia, non fu in grado di difenderla dal nipote Nicola Altomanović, che, nel novembre del 1368, aveva espropriato le terre dei suoi figli. Tutto ciò che Tvrtko poté fare fu aiutare la vedova spossessata a raggiungere sana e salva la sua nativa Erzegovina.

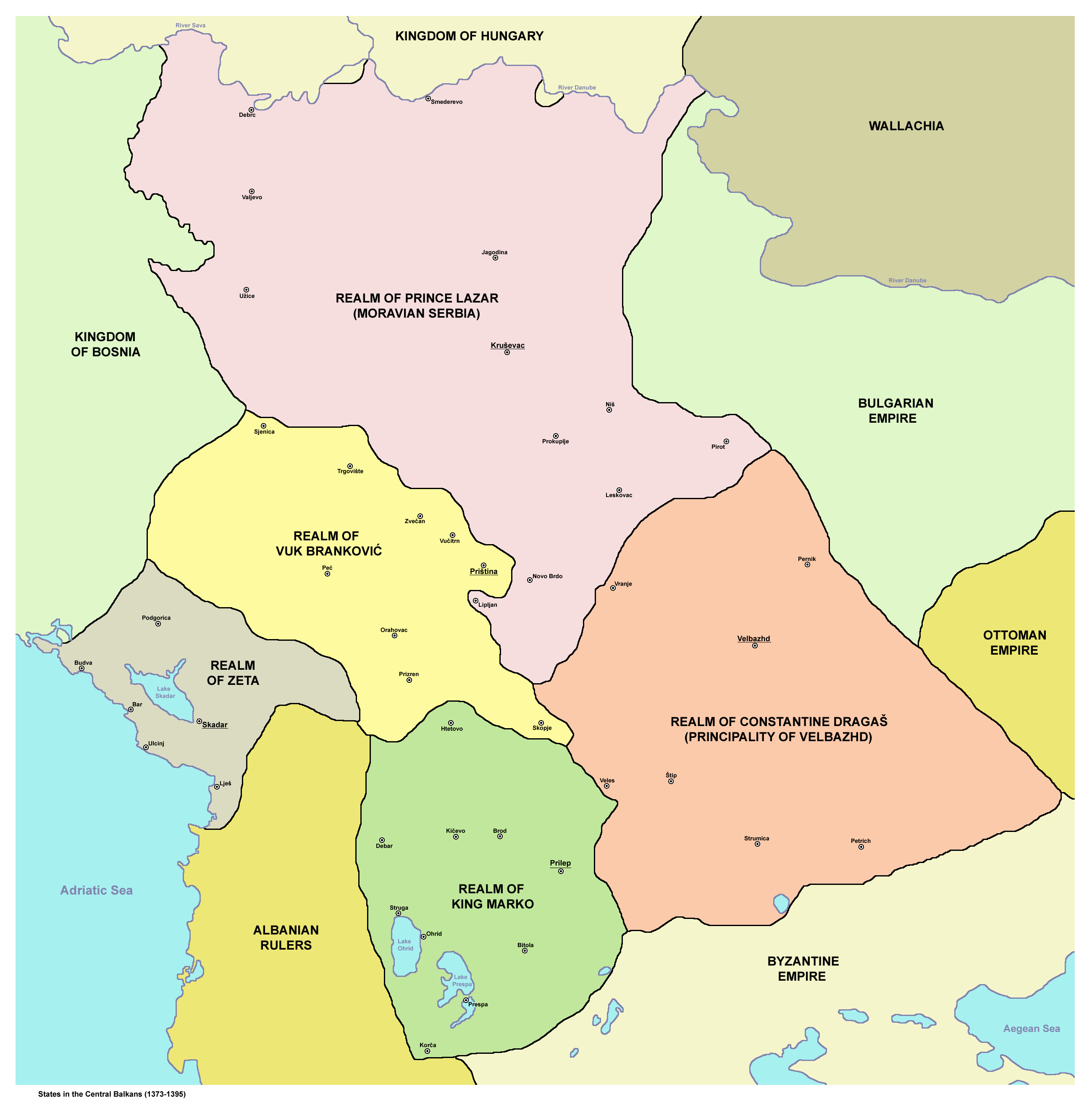
Divisione dell'impero serbo tra Bosnia e signorie regionali serbi dopo il 1374

L'ambizioso Nicola iniziò presto a incitare delle ribellioni contro Tvrtko; Sanko Miltenović insorse di nuovo contro il suo signore e fu nuovamente sconfitto e perdonato nel 1369. Tvrtko e Nicola giunsero a una pace nell'agosto del 1370, ma la belligeranza di quest'ultimo gli attirò presto l'inimicizia di tutti i suoi vicini. Formando una coalizione con Venezia e il signore di Zeta, Đurađ I, Nicola intendeva attaccare Ragusa e Cattaro. Tvrtko e Lazar Hrebeljanović, signore della Serbia Moravica, entrambi sostenuti da Luigi d'Ungheria, si misero in moto per proteggere le città. Anche Lazar giurò fedeltà a Luigi, dopodiché a lui e Tvrtko furono assegnati 1 000 cavalieri al fine di contrastare Nicola, che fu sonoramente sconfitto nell'autunno del 1373, le sue terre vennero divise tra gli alleati vittoriosi. Tvrtko si assicurò l'alto Podrinje, Gacko e una parte del Polimlje, incluso il monastero di Mileševa. Si trattò della prima significativa espansione della Bosnia durante il regno di Tvrtko, che estese in maniera notevole la sua influenza sugli affari serbi.
Nel 1374, Tvrtko sposò Dorotea, figlia dello zar Ivan Sracimir di Bulgaria. Il matrimonio fu probabilmente organizzato da Luigi, che aveva tenuto Dorotea e sua sorella come ostaggi onorati alla sua corte per assicurarsi la lealtà di Ivan Sracimir. La consorte era di fede ortodossa, ma il matrimonio fu celebrato secondo il rito cattolico da un vecchio nemico dello sposo, Pietro, vescovo di Bosnia, al quale Tvrtko assegnò poi grandi latifondi. Grazie a tale decisione, i rapporti con la Chiesa cattolica si rinsaldarono, ottenendo il plauso e il riconoscimento del matrimonio ad opera di papa Gregorio XI.
La divisione delle terre compiuta da Nicola Altomanović generò degli attriti tra Tvrtko e Đurađ I Balšić, poiché quest'ultimo si impadronì delle zupanie costiere, che Tvrtko sperava di annettere. All'inizio del 1377, Tvrtko complottò con successo con i travuniani l'acquisizione di Trebigne, Canali e Sutorina, impossessandosi così delle ultime località della frammentata Serbia che gli sfuggivano.

### Incoronazione
Uroš il Debole, l'ultimo discendente della dinastia dei Nemanjić, morì nel dicembre 1371. Colui assieme al quale aveva regnato negli ultimi anni, Vukašin Mrnjavčević, lasciò un figlio, Marko, che assunse il titolo reale. Essendo stato costretto ad accettare la sovranità dell'impero ottomano, Marko non venne riconosciuto come re da nessuno dei magnati serbi, lasciando di fatto il trono vacante. La Serbia era divisa tra Marko (il cui piccolo regno non si estendeva oltre la Macedonia occidentale), Lazar (il signore più potente), Vuk Branković (genero di Lazar), Giorgio di Zeta e Tvrtko di Bosnia.
L'idea di restaurare l'impero serbo persisteva comunque nell'immaginario collettivo dei suoi abitanti. Giorgio accennò questa possibilità in una delle sue carte, ma i signori regionali serbi non erano considerati adatti. Saliti alla ribalta solo di recente, non avevano illustri trascorsi familiari e non potevano vantare delle pretese formali su altre terre. A differenza loro, Tvrtko non solo controllava una parte significativa della Serbia, ma era anche un membro della dinastia che aveva governato in veste di bani della Bosnia da tempo immemore e, soprattutto, poteva vantare una parentela con la dinastia dei Nemanjić. A tal proposito, una genealogia realizzata nelle terre serbe appena conquistate da Tvrtko sottolineava tale legame, derivata dalla nonna paterna Elisabetta, figlia del re Stefano Dragutin. Un logoteta serbo di nome Blagoje, avendo trovato rifugio alla corte di Tvrtko, attribuì a Tvrtko il diritto a una "doppia corona": una per la Bosnia, che la sua famiglia aveva governato sin dalla sua fondazione, e l'altra per le terre serbe dei suoi antenati Nemanjić, che avevano «lasciato il regno terreno alla volta del regno celeste». Sostenendo che la Serbia fosse stata «lasciata senza il suo pastore», Tvrtko si mise in viaggio per essere incoronato come suo re.

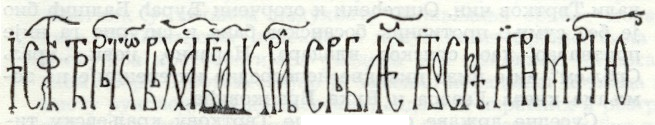
Firma di Tvrtko I che lo identifica come "re dei serbi, della Bosnia e del Primorie"

L'incoronazione come re di Bosnia e di Serbia si svolse nell'autunno del 1377 (probabilmente il 26 ottobre, giorno della celebrazione di San Demetrio). Tuttavia, non esiste consenso a livello storiografico su dove e da chi fu eseguita. La ricostruzione del cronista ragusano Mavro Orbini, il quale scrisse nel 1601 che l'incoronazione fu eseguita dal metropolita nel monastero di «Mileševa nella città omonima», è stata ritenuta verosimile da autori del primo Novecento quali Jiriček (nel 1923), Ćorović (1925), Dinić (1932) e Solovjev (1933). Tale opinione, ancora abbracciata nella sola storiografia serba, contraddice le recenti ricerche basate su una metodologia moderna da autori di diversa provenienza geografica. Citando ricerche archeologiche e storiche più prossime al presente, gli storici croati e bosniaci hanno concordato sul fatto che l'incoronazione ebbe luogo nella chiesa francescana di San Nicola nella città bosniaca di Mile. Tale località è certamente quella indiscussa in cui ebbero luogo le incoronazioni dei successori di Tvrtko I, nonché il luogo di sepoltura di alcuni dei suoi predecessori.
Poco più tardi della sua incoronazione, Tvrtko intimò Ragusa di versargli le entrate di San Demetrio, le quali poi gli vennero date e gli consentirono di acquisire sempre più diritti che spettavano ai re di Serbia sin dal XIII secolo. Sebbene si presentasse come l'erede della corona dei Nemanjić, Tvrtko decise di assumere il titolo reale del suo bisnonno, anziché seguire l'impopolare pretesa di Dušan di uno stile imperiale, arrogandosi così la formula «per grazia di Dio re dei serbi, della Bosnia, del Pomorje e delle aree occidentali» (Tropolje). Oltre al titolo reale, Tvrtko adottò anche il nome simbolico di Stefano per associarsi ai re Nemanjić; i suoi successori seguirono l'esempio. La scelta fu talmente tanto abbracciata da Tvrtko che, a volte, omise completamente il suo nome di nascita e ricorse soltanto a quello onorifico. Il diritto di Tvrtko alla regalità derivava dal suo diritto al trono serbo, e fu probabilmente riconosciuto da Lazar Hrebeljanović e Vuk Branković. Tuttavia, Tvrtko non affermò mai la propria autorità sui signori regionali della Serbia. Il nuovo titolo di Tvrtko fu approvato anche da Luigi e da colei che lo successe, la regina Maria. Venezia e Ragusa si riferirono costantemente a Tvrtko come re di Rascia, Ragusa si lamentò persino, nel 1378, della preoccupazione di Tvrtko per il suo nuovo regno. Nonostante i suoi cordiali rapporti con il clero, la rivendicazione di Tvrtko sulla Serbia non godeva del sostegno della Chiesa ortodossa, circostanza che ostacolò gravemente gli sforzi di Tvrtko.

### Economia

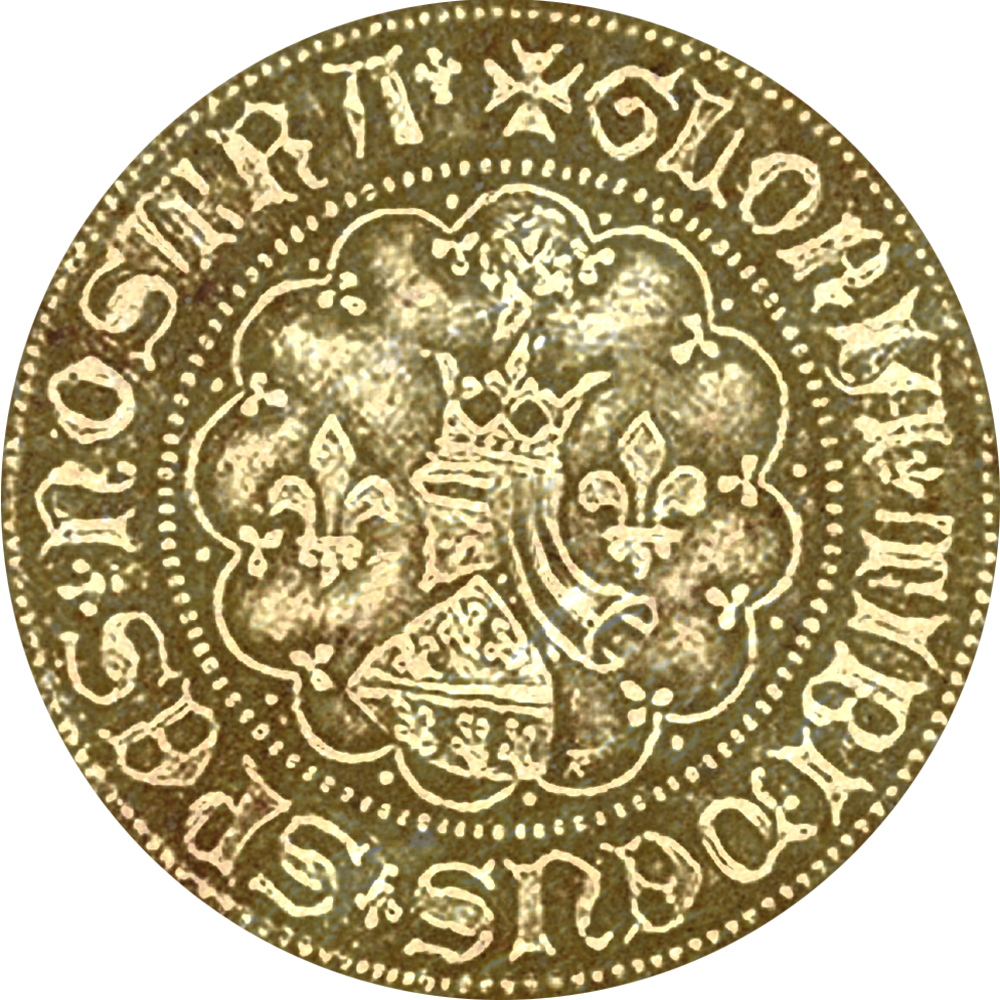
Probabile moneta di Tvrtko, raffigurante un giglio e il suo stemma

Dopo aver espugnato ogni località che in Serbia poteva sottomettere, re Tvrtko rivolse la sua attenzione verso la costa. La rapida crescita economica della Bosnia, avviata durante il regno dello zio di Tvrtko, continuò ininterrotta anche durante i rivolgimenti politici che seguirono l'ascesa di Tvrtko. L'esportazione di minerali metallici e lavorazione dei metalli (principalmente argento, rame e piombo) costituiva la spina dorsale dell'economia bosniaca. Queste merci venivano trasportate attraverso le Alpi Dinariche fino alla costa, dove venivano acquistate principalmente dalle Repubbliche di Ragusa e Venezia. Anche le città marittime di Ragusa e Cattaro dipendevano dal regno di Tvrtko con riferimento alle vettovaglie, una dipendenza che il re sfruttò per rincarare dei prezzi inizialmente bassi e, per i bosniaci, sconvenienti. Tuttavia, la Bosnia non poteva sfruttare economicamente quanto possedeva lungo le coste del Mare Adriatico, ovvero tra il fiume Narenta alle bocche di Cattaro, una zona in cui non si trovavano insediamenti importanti. Le tre città principali della zona erano tutte controllate dall'Ungheria: Drijeva (che Tvrtko fu costretto a cedere a Luigi nel 1357), Ragusa e Cattaro.
Quando nel 1378 scoppiò la guerra di Chioggia tra la Repubblica di Venezia e Genova, due acerrime rivali, presto riguardò anche altre potenze circostanze. Re Luigi si schierò presto dalla parte di Genova, così come fece anche Ragusa, subordinata all'Ungheria e concorrente di Venezia nell'Adriatico. I veneziani, dopo aver espugnato Cattaro nell'agosto del 1378, cercarono di convincere Tvrtko ad appoggiarli, scatenando il panico a Ragusa. Il sovrano bosniaco, tuttavia, offrì ai ragusani appoggio contro Venezia, inizialmente rifiutato. La morte di Giorgio I di Zeta giustificò il coinvolgimento di Tvrtko negli affari serbi, evento che ridusse la sua capacità di unirsi al conflitto. I ragusani domandarono la distruzione di Cattaro, i cui funzionari promisero di ripudiare Venezia e di prestare obbedienza a Luigi. In maniera inattesa, Cattaro decise di giurare fedeltà a Tvrtko, che rivendicò subito la città come parte dell'eredità dei suoi antenati Nemanjić. Pur essendo prossimo a includere Cattaro tra i suoi domini e di estendere i propri confini, i ragusani si infuriarono e ne seguì un embargo. Tvrtko difese dunque Cattaro da Ragusa, ma fu tradito nel giugno del 1379, quando la città rovesciò il suo governatore veneziano e si sottomise una nuova volta direttamente a Luigi.

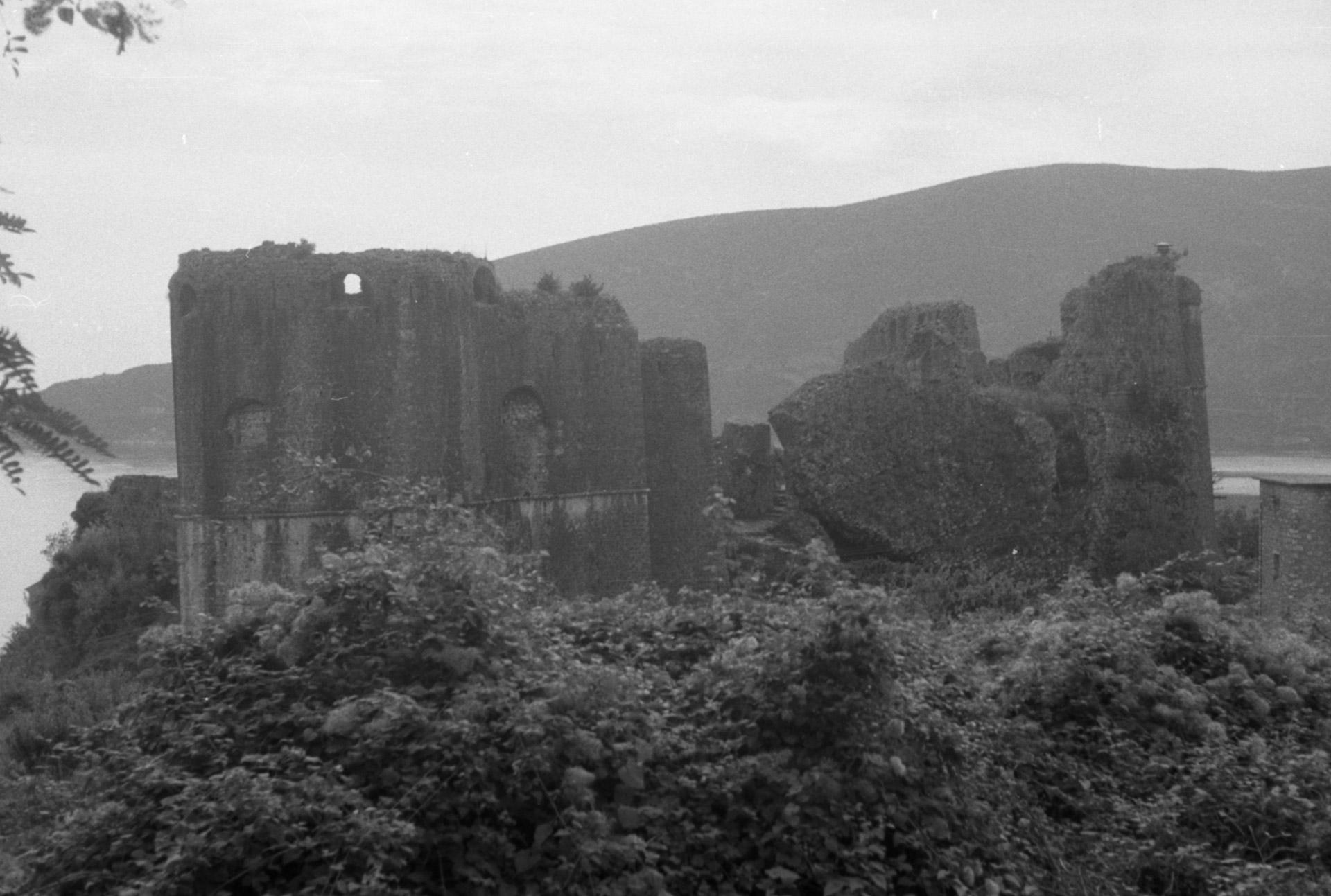
La fortezza di Castelnuovo, costruita da Tvrtko I nel 1382, con il suo porto appena fondato divenne immediatamente un polo economico del regno

Il fallimento della presa di Cattaro, il danno all'economia bosniaca causato dall'embargo ragusano e la necessità di un accesso più agevole al commercio marittimo spinsero Tvrtko a fondare una città sulla costa orientale dell'Adriatico. All'inizio del 1382, Tvrtko costruì una nuova fortezza nella baia di Cattaro con l'intenzione di renderla il principale centro di scambi per favorire il commercio del sale. Inizialmente chiamata in onore di Santo Stefano, la città divenne nota come Castelnuovo (o, più fedelmente al nome originale, "Novi", che significa "nuovo"). Iniziato gli scambi ad agosto, quando giunsero le prime navi cariche di sale, presto ebbero inizio anche degli episodi disdicevoli. Cattaro e i mercanti della Dalmazia e dell'Italia guardarono con favore allo sviluppo, ma i ragusani erano molto dispiaciuti alla prospettiva di perdere il loro monopolio sul sale. Sostenevano che Tvrtko, in quanto re di Serbia, avrebbe dovuto rispettare i diritti esclusivi sul commercio del minerale concessi dai suoi predecessori Nemanjić a Ragusa, Cattaro, Narenta e Sveti Srđ (San Sergio). Durante la contesa, Ragusa ostacolò il commercio di Novi e formò una coalizione di città-stato dalmate contro la Bosnia e Venezia. Tvrtko cedette a novembre e il suo nuovo avamposto non riuscì a raggiungere il suo scopo.

### Crisi di successione ungherese

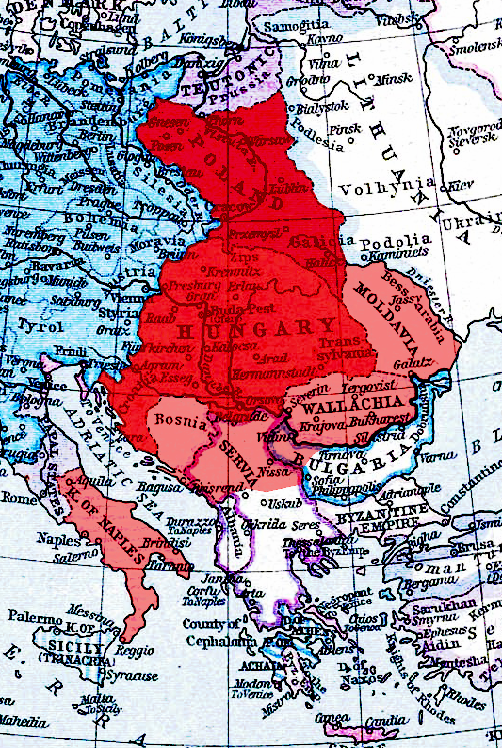
Regno di Luigi (rosso) con territori dipendenti e rivendicati, inclusa la Bosnia di Tvrtko (in rosa)

La resa di Tvrtko nella disputa legale con Ragusa potrebbe essere stata causata da un avvenimento importante accaduto altrove, la morte di re Luigi I l'11 settembre 1382. In assenza di un erede maschio, la corona ungherese passò alla figlia tredicenne di Luigi, Maria, e le redini del governo alla sua vedova, la cugina di Tvrtko, Elisabetta. La grande impopolarità delle regine scatenò delle rivolte e offrì a Tvrtko l'opportunità non solo di reclamare Narenta e altri feudi ceduti a Luigi nel 1357, ma anche di impadronirsi di Cattaro. Non si sa esattamente quando o come tali eventi ebbero luogo. È invece noto che, già nella primavera del 1383, Tvrtko avviò i lavori per la costruzione di una flotta: acquistata una galea da Venezia, ne ordinò la costruzione di altre due e assunse un patrizio veneziano come suo ammiraglio con il consenso della Serenissima. Più o meno nello stesso periodo, fondò una nuova città, Brštanik, vicino alla moderna Fort'Opus.
Nel 1385, Tvrtko riconobbe ancora formalmente la supremazia ungherese, sebbene non avesse più alcuna valenza effettiva. Pur avendo infatti ribadito la propria lealtà verso le regine, «le sue sorelle più care», Maria ed Elisabetta non avevano alcun mezzo concreto per imporre la propria sovranità su di lui. Le due nobildonne serbavano anzi timore nei confronti del re bosniaco, tanto da effettuare delle concessioni in suo favore; tra queste, rientrò il riconoscimento del possesso di Cattaro in capo a Tvrtko nella primavera del 1385. L'incorporazione dei centri commerciali di Drijeva e Cattaro non determinò un'espansione significativa sulla costa, ma si rivelò di grande importanza per l'economia bosniaca e le finanze reali.
La conquista di Cattaro rese inviso Tvrtko al fratello e successore di Giorgio I di Zeta, Balša II, che desiderava ardentemente acquisire la città. Non si sa nulla del conflitto militare di Balša con Tvrtko, tranne che quest'ultimo chiese a Venezia, le cui opportunità commerciali erano minacciate dagli scontri, di mediare con il signore di Zeta. Le attività della diplomazia vennero ostacolate dalla morte di Balša durante la battaglia dei Campi Sauriani del 1385 condotta contro gli invasori ottomani. Il nipote e successore di Balša, Đurađ II Balšić, non fece alcunché per ridurre le ostilità affiorate tra il suo predecessore e la Bosnia.
La rivolta contro Elisabetta e Maria culminò alla fine del 1385 quando Maria fu deposta in favore di un suo parente, il re Carlo III di Napoli. Tuttavia, Elisabetta fece assassinare Carlo il febbraio successivo e Maria ritornò così sul trono. Il 25 luglio, a seguito di confuse vicende, entrambe le donne finirono imprigionate dai sostenitori del figlio del monarca assassinato, re Ladislao di Napoli. La guerra civile travolse il regno di Maria, spingendo il suo promesso sposo, Sigismondo di Lussemburgo, a invadere la Boemia con l'intento di reprimere i tumulti e salire al trono. Poiché le ostilità sembravano imminenti, le potenze più prossime si schierarono con l'una o con l'altra fazione: Venezia, ad esempio, sostenne le regine e Sigismondo, mentre Tvrtko parteggiò per i loro oppositori e caldeggiò la pretesa di Ladislao sull'Ungheria, rinunciando così tacitamente al vassallaggio che in ogni caso era stato solo nominale dal 1370 circa. Elisabetta fu strangolata in prigione, mentre l'incoronazione di Sigismondo come re d'Ungheria nel marzo del 1387 e la successiva liberazione di Maria spinsero Tvrtko ad agire con più risolutezza. Da Ragusa, ancora fedele alla regina Maria, esigette una promessa di sostegno contro tutti tranne la regina. Da quel momento in poi, fu libero di attaccare la Dalmazia, apparentemente in nome del re di Napoli.

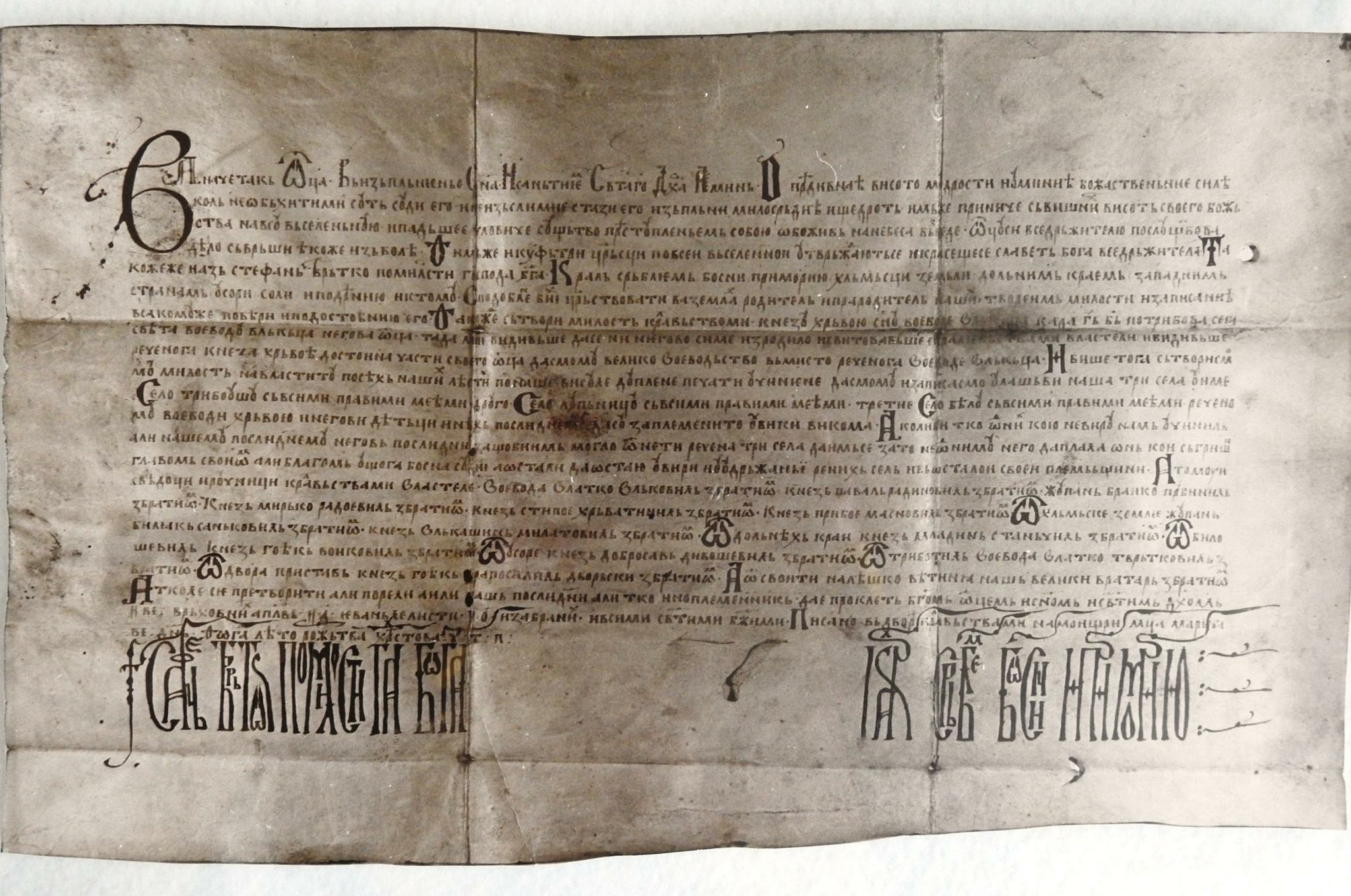
Un documento realizzato da Tvrtko e da lui firmato

Le città dalmate rimasero fedeli a Maria e Sigismondo, non da ultimo grazie all'alleanza della coppia con Venezia. Una notevole eccezione coincise con Clissa, che sostenne il nobile ribelle Giovanni di Palisna. Tvrtko assunse il controllo della fortezza di Clissa nel luglio del 1387, da cui scagliò degli attacchi verso Spalato. Sebbene l'esercito bosniaco stesse imperversando nelle aree di Spalato e Zara, le due città rifiutarono di capitolare. I loro funzionari si dichiararono disposti ad accettare temporaneamente la presenza di re Tvrtko, ma a patto che quest'ultimo riconoscesse che la legittima sovranità ricadesse in capo alla regina Maria e a Sigismondo. La fortezza di Ostrovica si sottomise a Tvrtko a novembre, seguita da Traù. Gli uomini di Tvrtko e del suo vassallo Hrvoje Vukčić Hrvatinić eseguirono una campagna in Slavonia insieme a Giovanni e Paolo Horvat, ma essa si concluse nel 1389 senza grandi risultati.
Nel 1388, il livello di devastazione della Dalmazia causata dall'esercito bosniaco divenne così grave che le autorità delle città implorarono Sigismondo di aiutarli o di consentire loro di salvarsi sottomettendosi, senza essere etichettati come traditori. Né i soldati di Sigismondo né una coalizione di città e nobili dalmati furono però in grado di contrastare le mosse di Tvrtko. Quando Spalato, Zara e Sebenico sembravano aver perduto ogni speranza, Tvrtko le invitò a negoziare la loro resa nel marzo del 1389. Le città ritardarono le trattative, nella speranza di ricevere ausilio da Sigismondo, ma la situazione non mutò e vari piccoli insediamenti accettarono il cambio di sovranità. Tale sorte riguardò poi anche le città più grandi, con Spalato che fu l'ultima a sottomettersi il 15 giugno 1389.

### Attacchi ottomani
Durante la sua campagna in Dalmazia e Croazia, Tvrtko fu altresì impegnato in lotte su piccola scala nella parte orientale del suo regno, motivo per cui egli non poté concentrarsi del tutto sull'espansione verso ovest. Benché l'invasione ottomana nella penisola balcanica stesse gradualmente divenendo una minaccia sempre maggiore, si credeva che il regno di Bosnia non sarebbe stato esposto al pericolo, grazie alla presenza di una rete di staterelli serbi indipendenti che separavano le due entità. Giorgio II di Zeta, tuttavia, permise intenzionalmente ai turchi di scatenare delle incursioni contro la Bosnia, una prima volta nel 1386 (su cui si conoscono spariti dettagli) e una seconda nel 1388. In quest'ultimo caso, gli invasori ottomani e zetani, guidati da Lala Şahin Pascià, penetrarono fino a Bileća, dove ebbe luogo la battaglia omonima alla fine di agosto. Lo scontro si concluse con la vittoria dell'esercito bosniaco, guidato dal duca Vlatko Vuković.
Il 15 giugno 1389, mentre Tvrtko stava concludendo la sua conquista della Dalmazia, fu anche la giornata in cui l'esercito si scontrò con la coalizione di stati serbi nella battaglia della Piana dei Merli, nel Kosovo. Tvrtko, sentendosi in dovere di agire in qualità di re di Serbia, ordinò al suo esercito di lasciare la Dalmazia e di fornire assistenza ai nobili Lazar Hrebeljanović e Vuk Branković. Pare il sovrano bosniaco covò del risentimento nei confronti del sovrano milanese, Gian Galeazzo Visconti, quando seppe che venduto delle armi agli ottomani in seguito alla battaglia. Tra le vittime più illustri figuravano anche dei nobili bosniaci, oltre a Lazar e al sovrano ottomano Murad I. Oltre ad apprendere che il combattimento si rivelò particolarmente cruento, i sovrani dell'epoca dovettero estrapolare le poche informazioni certe apprese all'indomani. Le lettere spedite da Vlatko dal campo di battaglia convinsero Tvrtko che l'alleanza cristiana era uscita vittoriosa. Tvrtko, a sua volta, informò vari stati cristiani del suo grande trionfo; la Repubblica di Firenze inviò delle missive in cui si complimentava sia del regno di Bosnia che del suo monarca per aver conseguito una «vittoria così gloriosa che il ricordo di essa non sarebbe mai svanito». Il trionfo, tuttavia, si rivelò dalla scarsa portata. Il titolo serbo di Tvrtko perse quel poco significato effettivo che aveva quando i successori di Lazar accettarono la sovranità ottomana, mentre Vuk Branković si rivolse al nemico di Tvrtko, Sigismondo. Dopo la battaglia della Piana dei Merli, la pretesa bosniaca al trono serbo si dimostrò meramente nominale.

### Ultimi anni

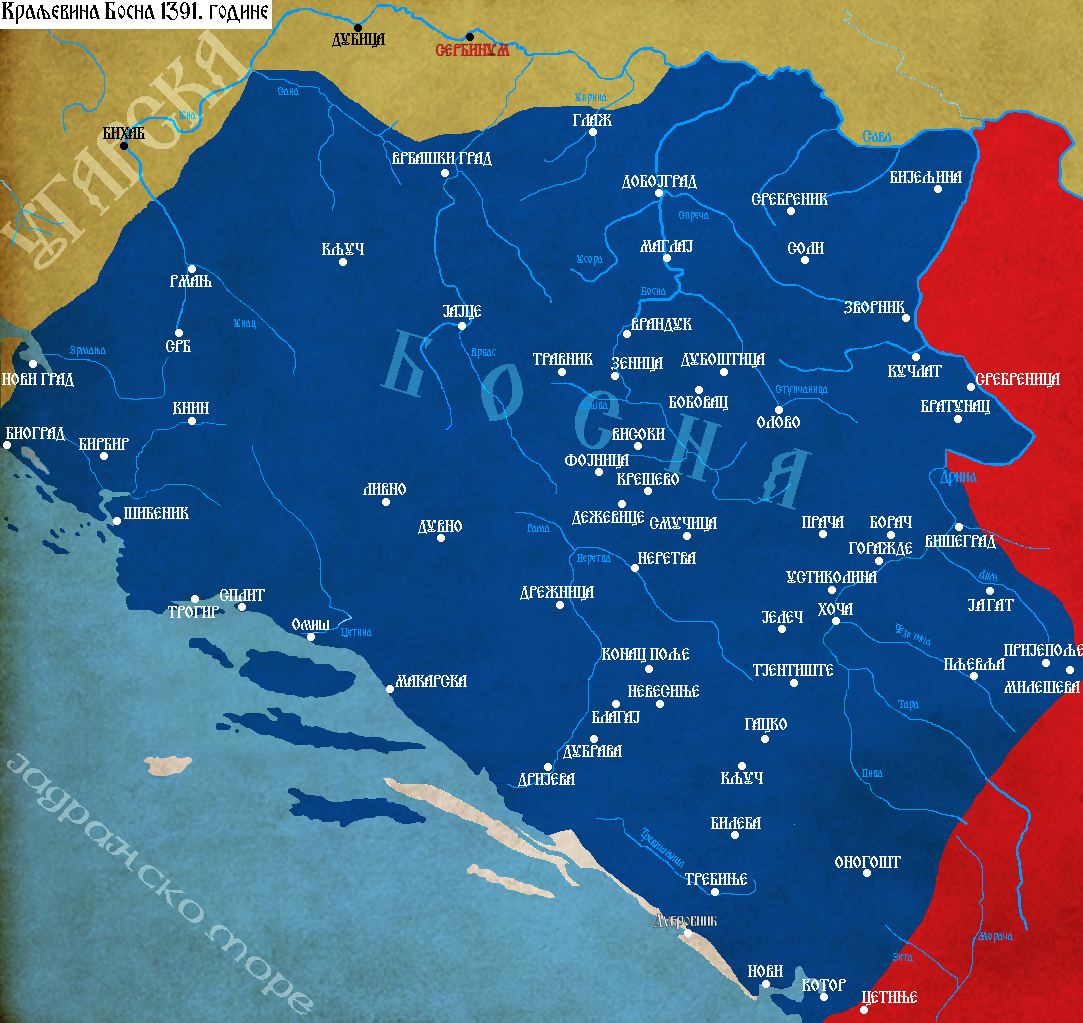
Cartina della Bosnia al momento della sua massima estensione sotto Tvrtko I nel 1390

Quanto compiuto da Tvrtko a est permise alle forze di Sigismondo di ridurre l'estensione dei domini del bosniaco in Dalmazia. Clissa fu brevemente persa a luglio, mese durante cui le città dalmate rigettarono nuovamente la signoria bosniaca e Tvrtko dovette preoccuparsi di sedare gli animi. La serie di battaglie e piccole lotte avvenuta tra novembre e dicembre si concluse con una decisiva vittoria bosniaca e con la ritirata dell'esercito ungherese, arrivato in sostegno dei dalmati. Nel maggio del 1390, le città e le isole dalmate si arresero definitivamente a Tvrtko, che iniziò a farsi chiamare «per grazia di Dio re di Rascia, Bosnia, Dalmazia, Croazia e Pomorje». In qualità di re di Dalmazia e Croazia, Tvrtko nominò i suoi sostenitori Giovanni di Palisna e Giovanni Horvat come suoi bani e ospitò l'arcivescovo di Spalato Andrea Gualdo a Valle dei re.
Negli ultimi mesi del suo regno, Tvrtko si dedicò a consolidare la sua posizione in Dalmazia e a pianificare la presa di Zara, l'unica città dalmata che sfuggiva al suo dominio. Pur avendo proposto numerose concessioni a Venezia, la Serenissima si rivelò titubante, in quanto non riteneva logico supportare una potenza vicina in grande espansione. Nel frattempo, Tvrtko stava anche coltivando delle relazioni diplomatiche con Alberto III d'Asburgo, duca d'Austria. Entro la fine dell'estate del 1390, si prevedeva che Tvrtko avrebbe contratto un matrimonio tra il recentemente vedovo Tvrtko e un membro della famiglia regnante austriaca, gli Asburgo. Al di là di queste mosse, l'Ungheria rimase al centro della politica estera di Tvrtko. Sebbene i due sovrani non si riconoscessero reciprocamente come re, Tvrtko e Sigismondo iniziarono a negoziare una pace a settembre. Sigismondo appariva in una posizione più debole ed era probabilmente propenso a compiere delle concessioni a Tvrtko quando i suoi ambasciatori arrivarono alla corte di Tvrtko nel gennaio del 1391. Le negoziazioni forse non ebbero mai modo di concludersi, poiché Tvrtko morì il 10 marzo. Il defunto venne sepolto a Mile accanto allo zio Stefano II.
Tvrtko I lasciò almeno un figlio, Tvrtko II, la cui legittimità è dibattuta, il quale era ancora in giovane età e apparentemente non ritenuto idoneo a succedere al padre. Dabiša, un parente (probabilmente un fratellastro illegittimo) esiliato da Tvrtko I per il suo coinvolgimento nella ribellione del 1366 e riconciliatosi con lui nel 1390, fu nominato re al suo posto. Ostoja, il suo successore, potrebbe essere stato a sua volta un figlio illegittimo di Tvrtko I (o più probabilmente un altro fratellastro illegittimo).

## Giudizio storiografico
Tvrtko I è considerato uno dei più grandi sovrani medievali della Bosnia, avendo «lasciato ai suoi postumi un Paese più vasto, più potente, politicamente più influente e militarmente più capace di quello che aveva ereditato». I suoi successi politici furono favoriti dall'anarchia feudale imperante in Serbia e Croazia, mentre gli ottomani non erano ancora abbastanza vicini da costituire una seria minaccia. L'economia bosniaca prosperò, furono fondati nuovi insediamenti e centri commerciali e le condizioni di vita dei suoi sudditi migliorarono.
Lo studioso Vladimir Ćorović ha affermato che, rispetto a Dušan, che aveva anche lui lasciato uno Stato notevolmente esteso, Tvrtko non era tanto un conquistatore eccessivamente ambizioso, ma un abile statista. Tvrtko, ha scritto l'autore, usò la forza quando necessario, ma per il resto si curò di presentarsi ai serbi come l'erede legittimo piuttosto che come un aggressore straniero, mentre ai croati come il sovrano più valido. Sottolineando la sua pazienza e diplomazia, Ćorović ha definito Tvrtko un uomo capace di sfruttare al meglio le sue qualità.

## Ascendenza
Di seguito un albero genealogico semplificato che illustra i legami tra Tvrtko e i re o i nobili della Bosnia e delle terre vicine.
|  |  |  |  |                         |                         |                         |                         |                           |                           | Uroš I di Serbia          |                           |                           |                           |                      |                      |                      |                      |                      |                      |                      |                      |                    |                    |                     |                     |                     |                     |                     |                     |                     |                     |                     |                     |  |  |               |               |               |               |                  |                  |                  |                  |                  |                  |                  |                  |                  |                  |  |  |  |  |  |  |
|  |  |  |  |                         |                         |                         |                         |                           |                           |                           |                           |                           |                           |                      |                      |                      |                      |                      |                      |                      |                      |                    |                    |                     |                     |                     |                     |                     |                     |                     |                     |                     |                     |  |  |               |               |               |               |                  |                  |                  |                  |                  |                  |                  |                  |                  |                  |  |  |  |  |  |  |
|  |  |  |  |                         |                         |                         |                         |                           |                           |                           |                           |                           |                           |                      |                      |                      |                      |                      |                      |                      |                      |                    |                    |                     |                     |                     |                     |                     |                     |                     |                     |                     |                     |  |  |               |               |               |               |                  |                  |                  |                  |                  |                  |                  |                  |                  |                  |  |  |  |  |  |  |
|  |  |  |  | Stefano Uroš II Milutin | Stefano Uroš II Milutin | Stefano Uroš II Milutin | Stefano Uroš II Milutin | Stefano Uroš II Milutin   | Stefano Uroš II Milutin   |                           |                           |                           |                           |                      |                      | Stefano Dragutin     | Stefano Dragutin     | Stefano Dragutin     | Stefano Dragutin     | Stefano Dragutin     | Stefano Dragutin     |                    |                    |                     |                     |                     |                     |                     |                     |                     |                     |                     |                     |  |  |               |               |               |               |                  |                  |                  |                  |                  |                  |                  |                  |                  |                  |  |  |  |  |  |  |
|  |  |  |  | Stefano Uroš II Milutin | Stefano Uroš II Milutin | Stefano Uroš II Milutin | Stefano Uroš II Milutin | Stefano Uroš II Milutin   | Stefano Uroš II Milutin   |                           |                           |                           |                           |                      |                      | Stefano Dragutin     | Stefano Dragutin     | Stefano Dragutin     | Stefano Dragutin     | Stefano Dragutin     | Stefano Dragutin     |                    |                    |                     |                     |                     |                     |                     |                     |                     |                     |                     |                     |  |  |               |               |               |               |                  |                  |                  |                  |                  |                  |                  |                  |                  |                  |  |  |  |  |  |  |
|  |  |  |  | Uroš III di Serbia      | Uroš III di Serbia      | Uroš III di Serbia      | Uroš III di Serbia      | Uroš III di Serbia        | Uroš III di Serbia        |                           |                           |                           |                           |                      |                      | Elisabetta di Serbia | Elisabetta di Serbia | Elisabetta di Serbia | Elisabetta di Serbia | Elisabetta di Serbia | Elisabetta di Serbia |                    |                    | Stefano I di Bosnia | Stefano I di Bosnia | Stefano I di Bosnia | Stefano I di Bosnia | Stefano I di Bosnia | Stefano I di Bosnia |                     |                     |                     |                     |  |  |               |               |               |               | Giorgio II Šubić | Giorgio II Šubić | Giorgio II Šubić | Giorgio II Šubić | Giorgio II Šubić | Giorgio II Šubić |                  |                  |                  |                  |  |  |  |  |  |  |
|  |  |  |  | Uroš III di Serbia      | Uroš III di Serbia      | Uroš III di Serbia      | Uroš III di Serbia      | Uroš III di Serbia        | Uroš III di Serbia        |                           |                           |                           |                           |                      |                      | Elisabetta di Serbia | Elisabetta di Serbia | Elisabetta di Serbia | Elisabetta di Serbia | Elisabetta di Serbia | Elisabetta di Serbia |                    |                    | Stefano I di Bosnia | Stefano I di Bosnia | Stefano I di Bosnia | Stefano I di Bosnia | Stefano I di Bosnia | Stefano I di Bosnia |                     |                     |                     |                     |  |  |               |               |               |               | Giorgio II Šubić | Giorgio II Šubić | Giorgio II Šubić | Giorgio II Šubić | Giorgio II Šubić | Giorgio II Šubić |                  |                  |                  |                  |  |  |  |  |  |  |
|  |  |  |  |                         |                         |                         |                         |                           |                           |                           |                           |                           |                           |                      |                      |                      |                      |                      |                      |                      |                      |                    |                    |                     |                     |                     |                     |                     |                     |                     |                     |                     |                     |  |  |               |               |               |               |                  |                  |                  |                  |                  |                  |                  |                  |                  |                  |  |  |  |  |  |  |
|  |  |  |  |                         |                         |                         |                         |                           |                           |                           |                           |                           |                           |                      |                      |                      |                      |                      |                      |                      |                      |                    |                    |                     |                     |                     |                     |                     |                     |                     |                     |                     |                     |  |  |               |               |               |               |                  |                  |                  |                  |                  |                  |                  |                  |                  |                  |  |  |  |  |  |  |
|  |  |  |  | Stefano Uroš IV Dušan   | Stefano Uroš IV Dušan   | Stefano Uroš IV Dušan   | Stefano Uroš IV Dušan   | Stefano Uroš IV Dušan     | Stefano Uroš IV Dušan     |                           |                           | Stefano II di Bosnia      | Stefano II di Bosnia      | Stefano II di Bosnia | Stefano II di Bosnia | Stefano II di Bosnia | Stefano II di Bosnia |                      |                      |                      |                      |                    |                    |                     |                     |                     |                     | Ladislao Kotromanić | Ladislao Kotromanić | Ladislao Kotromanić | Ladislao Kotromanić | Ladislao Kotromanić | Ladislao Kotromanić |  |  | Elena Šubić   | Elena Šubić   | Elena Šubić   | Elena Šubić   | Elena Šubić      | Elena Šubić      |                  |                  | Mladen III Šubić | Mladen III Šubić | Mladen III Šubić | Mladen III Šubić | Mladen III Šubić | Mladen III Šubić |  |  |  |  |  |  |
|  |  |  |  | Stefano Uroš IV Dušan   | Stefano Uroš IV Dušan   | Stefano Uroš IV Dušan   | Stefano Uroš IV Dušan   | Stefano Uroš IV Dušan     | Stefano Uroš IV Dušan     |                           |                           | Stefano II di Bosnia      | Stefano II di Bosnia      | Stefano II di Bosnia | Stefano II di Bosnia | Stefano II di Bosnia | Stefano II di Bosnia |                      |                      |                      |                      |                    |                    |                     |                     |                     |                     | Ladislao Kotromanić | Ladislao Kotromanić | Ladislao Kotromanić | Ladislao Kotromanić | Ladislao Kotromanić | Ladislao Kotromanić |  |  | Elena Šubić   | Elena Šubić   | Elena Šubić   | Elena Šubić   | Elena Šubić      | Elena Šubić      |                  |                  | Mladen III Šubić | Mladen III Šubić | Mladen III Šubić | Mladen III Šubić | Mladen III Šubić | Mladen III Šubić |  |  |  |  |  |  |
|  |  |  |  |                         |                         |                         |                         |                           |                           |                           |                           |                           |                           |                      |                      |                      |                      |                      |                      |                      |                      |                    |                    |                     |                     |                     |                     |                     |                     |                     |                     |                     |                     |  |  |               |               |               |               |                  |                  |                  |                  |                  |                  |                  |                  |                  |                  |  |  |  |  |  |  |
|  |  |  |  |                         |                         |                         |                         |                           |                           |                           |                           |                           |                           |                      |                      |                      |                      |                      |                      |                      |                      |                    |                    |                     |                     |                     |                     |                     |                     |                     |                     |                     |                     |  |  |               |               |               |               |                  |                  |                  |                  |                  |                  |                  |                  |                  |                  |  |  |  |  |  |  |
|  |  |  |  | Uroš V di Serbia        | Uroš V di Serbia        | Uroš V di Serbia        | Uroš V di Serbia        | Uroš V di Serbia          | Uroš V di Serbia          |                           |                           | Elisabetta di Bosnia      | Elisabetta di Bosnia      | Elisabetta di Bosnia | Elisabetta di Bosnia | Elisabetta di Bosnia | Elisabetta di Bosnia |                      |                      | Luigi I d'Ungheria   | Luigi I d'Ungheria   | Luigi I d'Ungheria | Luigi I d'Ungheria | Luigi I d'Ungheria  | Luigi I d'Ungheria  |                     |                     | Tvrtko I di Bosnia  | Tvrtko I di Bosnia  | Tvrtko I di Bosnia  | Tvrtko I di Bosnia  | Tvrtko I di Bosnia  | Tvrtko I di Bosnia  |  |  | Vuk di Bosnia | Vuk di Bosnia | Vuk di Bosnia | Vuk di Bosnia | Vuk di Bosnia    | Vuk di Bosnia    |                  |                  |                  |                  |                  |                  |                  |                  |  |  |  |  |  |  |
|  |  |  |  | Uroš V di Serbia        | Uroš V di Serbia        | Uroš V di Serbia        | Uroš V di Serbia        | Uroš V di Serbia          | Uroš V di Serbia          |                           |                           | Elisabetta di Bosnia      | Elisabetta di Bosnia      | Elisabetta di Bosnia | Elisabetta di Bosnia | Elisabetta di Bosnia | Elisabetta di Bosnia |                      |                      | Luigi I d'Ungheria   | Luigi I d'Ungheria   | Luigi I d'Ungheria | Luigi I d'Ungheria | Luigi I d'Ungheria  | Luigi I d'Ungheria  |                     |                     | Tvrtko I di Bosnia  | Tvrtko I di Bosnia  | Tvrtko I di Bosnia  | Tvrtko I di Bosnia  | Tvrtko I di Bosnia  | Tvrtko I di Bosnia  |  |  | Vuk di Bosnia | Vuk di Bosnia | Vuk di Bosnia | Vuk di Bosnia | Vuk di Bosnia    | Vuk di Bosnia    |                  |                  |                  |                  |                  |                  |                  |                  |  |  |  |  |  |  |
|  |  |  |  |                         |                         |                         |                         |                           |                           |                           |                           |                           |                           |                      |                      |                      |                      |                      |                      |                      |                      |                    |                    |                     |                     |                     |                     |                     |                     |                     |                     |                     |                     |  |  |               |               |               |               |                  |                  |                  |                  |                  |                  |                  |                  |                  |                  |  |  |  |  |  |  |
|  |  |  |  |                         |                         |                         |                         | Sigismondo di Lussemburgo | Sigismondo di Lussemburgo | Sigismondo di Lussemburgo | Sigismondo di Lussemburgo | Sigismondo di Lussemburgo | Sigismondo di Lussemburgo |                      |                      | Maria d'Ungheria     | Maria d'Ungheria     | Maria d'Ungheria     | Maria d'Ungheria     | Maria d'Ungheria     | Maria d'Ungheria     |                    |                    |                     |                     |                     |                     |                     |                     |                     |                     |                     |                     |  |  |               |               |               |               |                  |                  |                  |                  |                  |                  |                  |                  |                  |                  |  |  |  |  |  |  |
|  |  |  |  |                         |                         |                         |                         | Sigismondo di Lussemburgo | Sigismondo di Lussemburgo | Sigismondo di Lussemburgo | Sigismondo di Lussemburgo | Sigismondo di Lussemburgo | Sigismondo di Lussemburgo |                      |                      | Maria d'Ungheria     | Maria d'Ungheria     | Maria d'Ungheria     | Maria d'Ungheria     | Maria d'Ungheria     | Maria d'Ungheria     |                    |                    |                     |                     |                     |                     |                     |                     |                     |                     |                     |                     |  |  |               |               |               |               |                  |                  |                  |                  |                  |                  |                  |                  |                  |                  |  |  |  |  |  |  |

## Galleria d'immagini

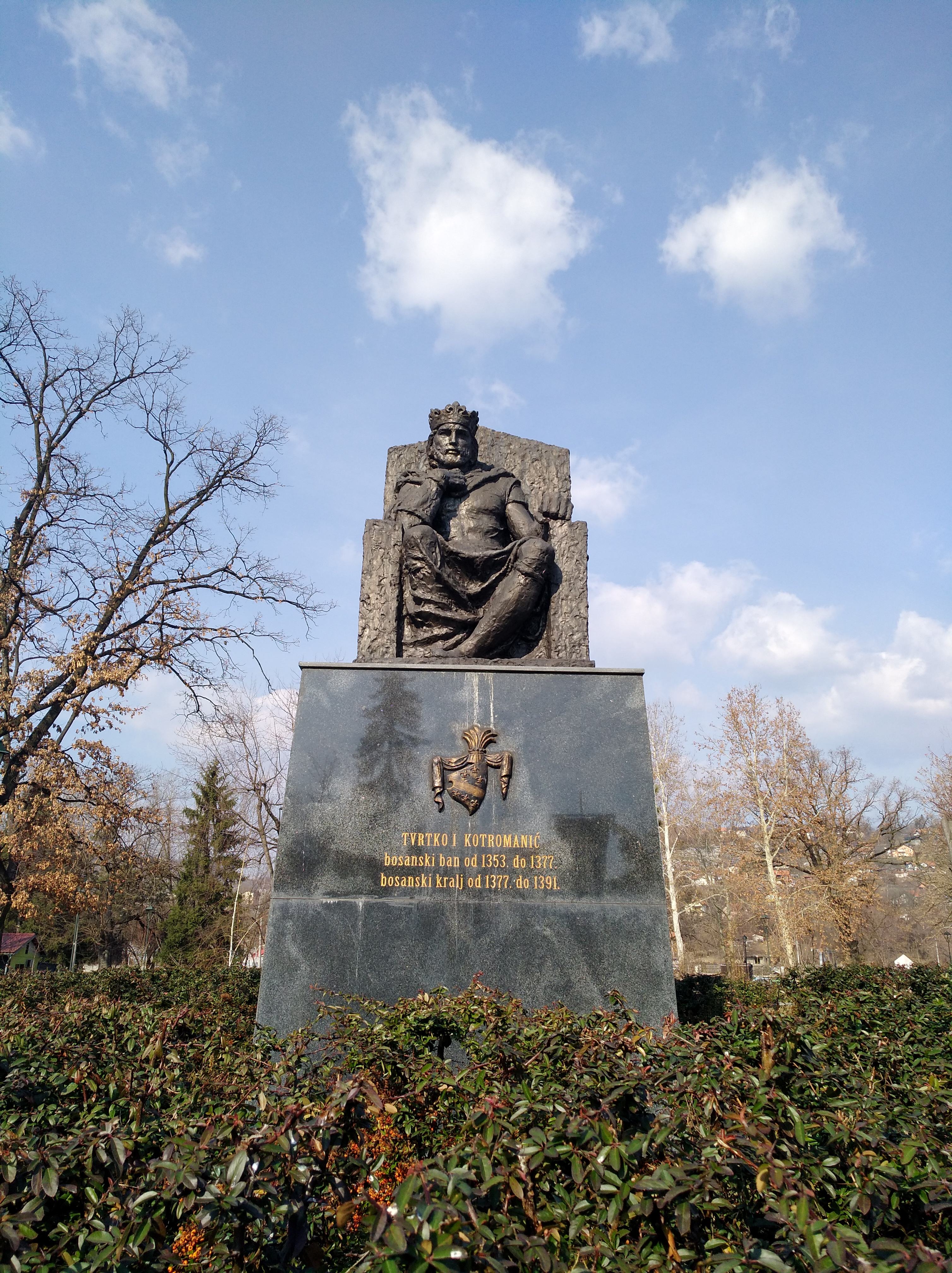
Monumento presso il parco centrale di Tuzla, Bosnia ed Erzegovina, 2012
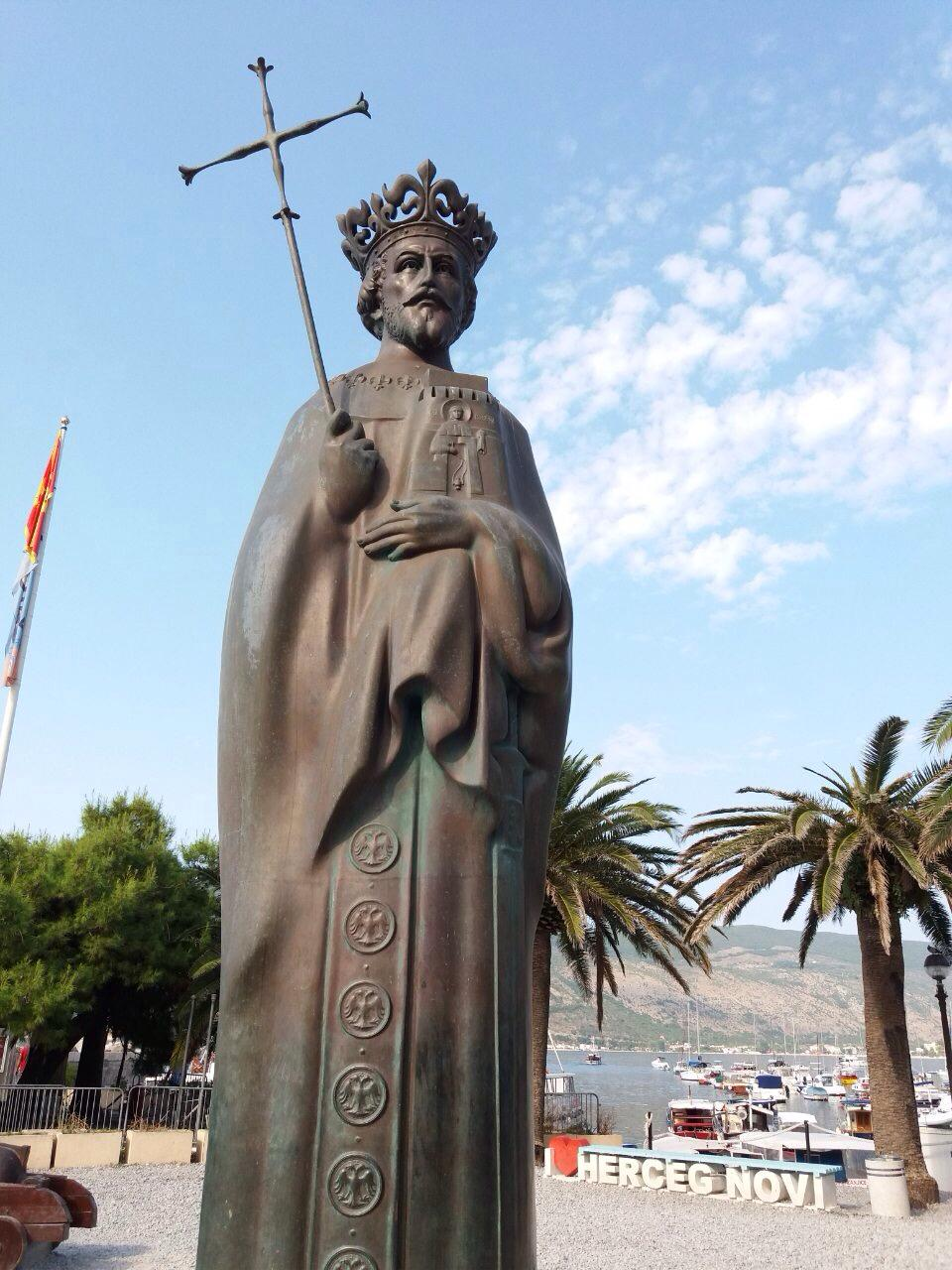
Monumento a Castelnuovo, Montenegro, 2013
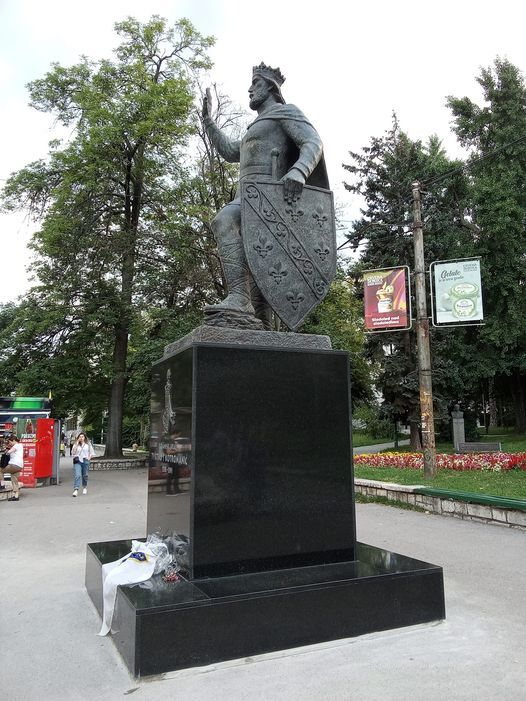
Monumento a Sarajevo, Bosnia ed Erzegovina, 2023
Monumento a Banja Luka, Bosnia ed Erzegovina, 2024